# Шульженко Василь Володимирович
Василь Володимирович Шульженко (нар. 1949, Москва) — російський художник. Працює в жанрі фігуративного живопису в стилі епатажу та гротескного реалізму.

## Біографія
У 1973 році закінчив Московський поліграфічний інститут.
В більшості своїх робіт показує ницість так званого «простого люду» та умов, які породжують цю ницість.
Роботи перебувають у приватних і музейних колекціях Росії, США, Італії, Франції, Фінляндії, Нідерландах.
Живе і працює в Москві.